# Тхиржальское общество
Тхиржальское вольное общество (лезг. ТIихьиржал кIватIал) — военно-политические образования, располагавшиеся на северо-востоке современного Азербайджана. Представляли собой социально-политические образования, созданные на основе кровного родства. Административный центр — Тхиржал.

## География
Тхиржальское вольное общество располагалось на северо-востоке современного Азербайджана. Северной границей вольному обществу служила река Самур, а на юге река Кудиалчай и Кубинское ханство.

## История
Весной 1837 года вспыхнуло кубинское восстание во главе с Хаджи Мухаммадом против царского гнета в котором также принимали участие лезгины Тагирджальского общества, которые входили в тот период в состав Кубинской провинции.